# Dirham
Dirham ali dirhem (osmansko turško: درهم) je denarna enota več arabskih držav. V Osmanskem cesarstvu in Perziji je bil povezan tudi z enoto za maso (osmanski dram). Njegovo ime izhaja iz imena grške denarne enote drahma. 

## Denarna enota
Dirham je denarna enota naslednjih držav:
- Maroko
- Združeni arabski emirati
- Libija (1/1000 libijskega dinarja)
- Katar (1/100 katarskega rijala)
- Jordanija (1/100 jordanskega dinarja)
- Tadžikistan (imenuje se diram, 1/100 tadžikistanskega somonija)

## Enota za maso
V Rimskem imperiju je bila drahma (dirham) enota za maso, ki se je uporabljala v severni Afriki, na Bližnjem Vzhodu in v Perziji in je imela različne vrednosti.  
V poznem Osmanskem cesarstvu je standardni dirham tehtal 3,207 g. 400 dirhamov je ena oka. 
V Egiptu je leta 1895 dirhan tehtal 47,661 granov (3,088 g).

## Zgodovina
Beseda dirham izvira iz imena grškega kovanca drahma (δραχμή). Grško govoreče Bizantinsko cesarstvo je obvladovalo Levant in trgovalo z Arabijo, zato so bili na tem ozemlju v obtoku bizanzinski kovanci že v predislamskih časih pa tudi potem. Naziv kovanca so Arabci najprej samo privzeli v svoj besednjak, proti koncu 7. stoletja pa so z njim poimenovali svoj denar, na katerem je bil naziv vladarja in religiozni verzi. Dirham je bil v obtoku v mnogih sredozemskih državah, tudi v Španiji, od 10. do 12. stoletja pa se je uporabljal celo v Evropi.
Enak izvor ima tudi ime armenskega drama. Druga valuta, ki je v obtoku med muslimani, je dinar, katerega ime je romanskega porekla. 